# Raigama Bandara
Raigama Bandara également connu sous le nom de  Pararajasinghe est un fils de  Vijayabahu VII de Kotte (mort en 1521) et un frère de Mayadunne et de Buvanekabahu VII. Il règne sur le royaume de Raigama partition du royaume de Gampola de 1521/1529 à 1541 (?).
Lorsque le royaume de Kotte est divisé à la suite de la Wijayaba Kollaya, après le meurtre du roi Vijayabahu VII, Pararajasinghe devient souverain  de Raigama. Raigam Bandara est réputé être un bon souverain qui développe l'économie du Raigama. Toutefois après un conflit avec le royaume de Kotte la famille de Raigam Bandara se réfugie à Matale à la suite d'un mal entendu. la fuite de la famille royale marque l'effondrement du royaume. Les ultimes descendants du roi encore vivant portent le nom de « Mohotti »  à  Matale et dans la province du centre.